# 上烏茲維爾

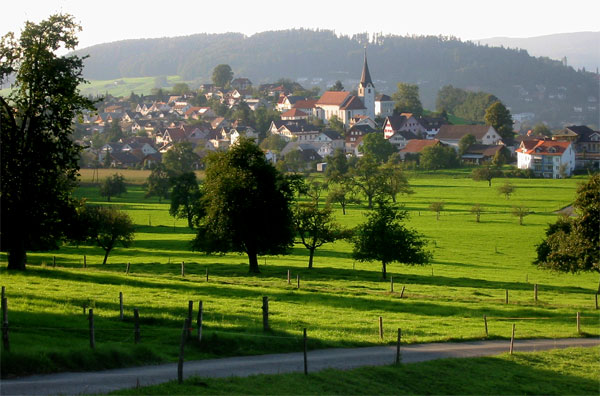

上烏茲維爾是瑞士的城鎮，位於該國東北部，由聖加侖州負責管轄，面積14.09平方公里，海拔高度560米，2011年人口5,922，四成半人口信奉羅馬天主教，人口密度每平方公里420人。